# Antonio Lolli
Antonio Lolli, född omkring 1725 i Bergamo, död den 10 augusti 1802 i Palermo, var en italiensk violinist och tonsättare.
Lolli var soloviolinist vid hovet i Württemberg 1758–1772 och vid Katarina den storas hov i Moskva 1774–1783. Han besökte London 1785 och 1781. Lolli ansågs som sin tids största violinist – en föregångare till Paganini. Han var en oförbätterlig spelare och dog utfattig.
Lolli har komponerat 17 violinkonserter och 30 violinsonater.
Han invaldes som utländsk ledamot nummer 5 av Kungliga Musikaliska Akademien 1779.